# 贤人委员会
贤人委员会（西班牙語：Consejo de Hombres Buenos, 發音：[konˈse.xo ðe ˈom.bɾez ˈβwe.nos]）是西班牙穆尔西亚的一个习惯法法庭，负责解决穆尔西亚平原（Huerta de Murcia）的灌溉冲突。
2009年，联合国教科文组织将巴伦西亚水法庭（Tribunal de les Aigües de València）和穆尔西亚平原贤人委员会公布为非物质文化遗产。

## 职能
贤人委员会由五名正式成员和五名律师组成，其裁决是口头的。委员会由市长或其代表主持，他具有决定性的投票权，并负责执行决议。他还有权对不出席会议的成员处以罚款。
委员会每周四在穆尔西亚市政厅大厅举行公开听证会，从9时至午夜。